# 大連理工大学出版社

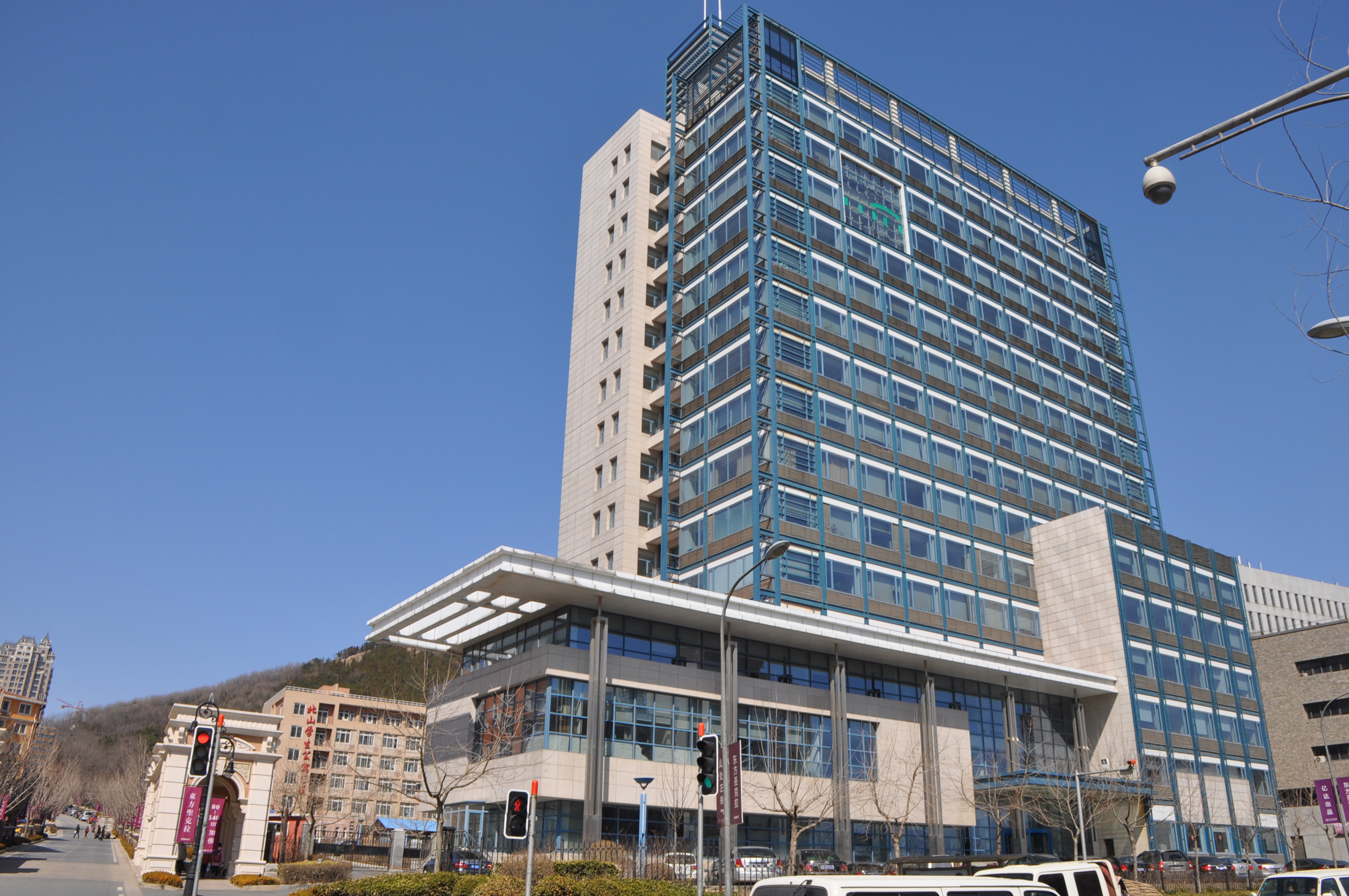
大連理工大学出版社のある大連理工大学科技園B座

大連理工大学出版社 （だいれんりこうだいがくしゅっぱんしゃ、中国語: 大连理工大学出版社、英語: Dalian University of Technology PressまたはDUTP）は中国遼寧省大連市にある大連理工大学に属する大学出版社である。    大連市内では、東北財経大学出版社、遼寧師範大学出版社、大連出版社に比べて最大の出版社である。

## 基礎データ
- 類型：大学出版社
- 設立：1985年
- 代表取締役社長：金英偉（Jin Yingwei）
- 住所：大連市軟件路80号（大連理工大学の北門向かい）

## 出版図書
様々な分野の図書を出版している。

### 書籍
理工系の書籍だけでなく、付近の大連ソフトウェアパークや大連ハイテクゾーンで日本からのIT関係の外注業務が多く日本語の使用・学習が盛んなため、
- 高宏・謝亮・李娜著『日英中対照、IT常用3000詞』（2007年）
- 笈川幸司著『笈川 日本語教科書』（2010年）

なども出版されている。

### 雑誌
- 『景観設計』（中国語: 景观设计）
- 『建築細部』（中国語: 建筑细部）
- 日中双語・有声雑誌『一番日本語』（中国で唯一の日本語学習者のための雑誌、CD付き） [4]